# Коммунистическая партия Ирана (1983)
Коммунистическая партия Ирана (КПИ; перс. حزب کمونیست ایران‎) — коммунистическая партия в Иране, ведущая борьбу с исламским режимом.
Создана в сентябре 1983 в Иранском Курдистане на базе существовавшей с 1967 политической партии Комала («Курдской коммунистической партии Ирана»), Союза коммунистических борцов и ряда марксистских и социалистических групп.
Партия борется за политические и социальные права иранского народа (и в частности иранских курдов), права женщин, улучшение трудового законодательства и положения рабочих.
До 1989 руководителем КПИ был Мансур Хекмат. В результате раскола он и его сторонники вышли из партии и создали Рабоче-коммунистическую партию Ирана.